# Небір Володимир Васильович
Володи́мир Васи́льович Небір (нар. 1992) — «кіборг», до вересня 2015 року боєць 90 окремого аеромобільного батальйону, 95-а окрема аеромобільна бригада (Україна), пізніше новосформована 81 десантно-штурмова бригада.
Нагороджений орденом «За мужність» III ступеня і Нагрудним знаком «За зразкову службу».

## Життєпис
Народився в Івано-Франківській області. Дитинство пройшло в Дністровському каньйоні, де його виховували бабуся з дідусем. До школи пішов в Івано-Франківську.
У 13 років наперекір матері вступає до Прикарпатського військово-спортивного ліцею-інтернату. Після військового ліцею вступає до Військового інституту КНУ іменіТараса Шевченка.

### Майдан
Під час подій на Майдані бере активну участь як член Медичної служби. На посаді координатора мобільних медичних бригад навчає волонтерів, лікує активістів.
Отримавши опіки внутрішніх органів хімічними речовинами під час лютневих розстрілів, продовжував займатися реабілітацією активістів Майдану.

### Війна
Після проходження двомісячної військово-тактичної підготовки вже в листопаді 2014 року боронить Україну від російських окупантів в поселенні Піски Донецької області.
З 30 листопада по 13 грудня бере участь у бойових діях на території нового терміналу Донецького аеропорту (гранатометник, зброя — АГС 17 «Полум'я»). Отримавши струс мозку під час бою в новому терміналі летовища, відмовився залишати бойовий пост й продовжував виконувати свій обов'язок.
Після ротації, на початку січня, продовжуючи служити в поселенні Водяне за 5 км від аеропорту у складі медичної служби як парамедик (позивний «Доктор Хаос»), з колегами облаштовує медпункт. Перебуваючи серед руїн диспетчерської вежі керування польотами, в період з 19 по 22 січня Володимир виконував обов'язки санітарного інструктора.
Після підриву нового терміналу, наступними основними цілями для росіян стали пожежна частина та диспетчерська вежа. Командування батальйону після 4-х спроб евакуювати підлеглих з ДАПу (в результаті яких комбат потрапив в полон) віддало наказ виходити з території летовища щоб зберегти життя бійців. Рядовий Небір розшукав топографічну карту місцевості 70-х років, яка спочатку його товаришам здалась безглуздою, і створив з побратимами план для виходу з вежі, розташованої під постійним прицільним обстрілом танків, артилерійських засобів та стрілецької зброї. Дочекавшись ночі, викликавши на себе гради, 10 бійців самотужки врятували себе. Це були одні з останніх кіборгів, які покинули Донецький аеропорт.
Продовжує захищати Україну в складі Високомобільних десантних військ України. Командир окремої військової частини (2018—2020).

## Нагородження
9 червня 2015 року за особисту мужність і високий професіоналізм, виявлені у захисті державного суверенітету та територіальної цілісності України, вірність військовій присязі, а також за героїзм, проявлений під час оборони Донецького аеропорту в грудні 2014 року, Указом Президента України № 319/2015 нагороджений орденом «За мужність» ІІІ ст.